# Friedhof am Kettwiger Tor

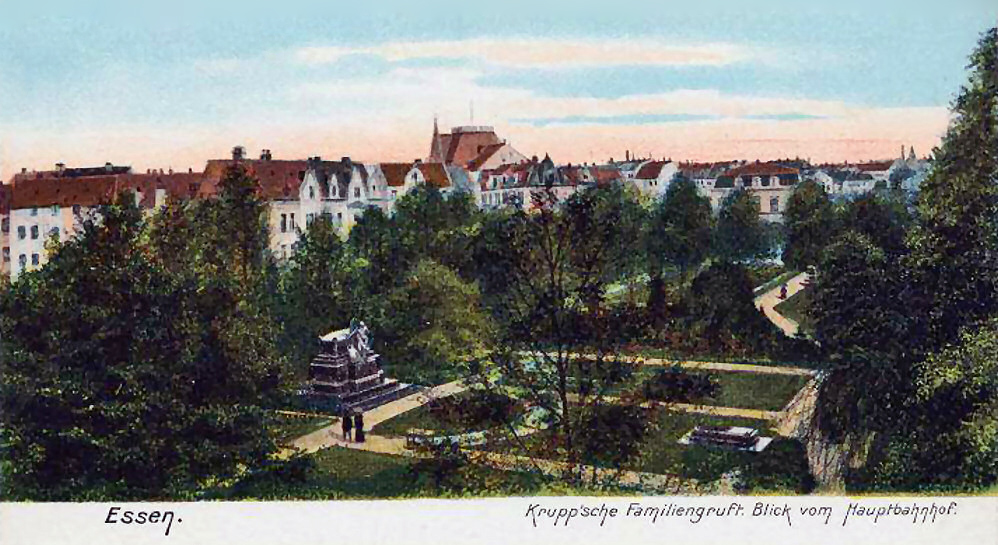
Familienfriedhof Krupp um 1900, Blick vom Hauptbahnhof; links das Grabmal von Alfred Krupp, rechts das seiner Frau Bertha Krupp geb. Eichhoff

Der ehemalige kommunale Friedhof am Kettwiger Tor befand sich zwischen 1827 und 1955 südlich der ehemaligen Essener Stadtmauer vor deren Kettwiger Tor. Hier waren unter anderem bedeutende Essener Persönlichkeiten, darunter die Mitglieder der Industriellenfamilien Krupp und Waldthausen, beigesetzt.

## Geschichte

### Ursprung und Charakter

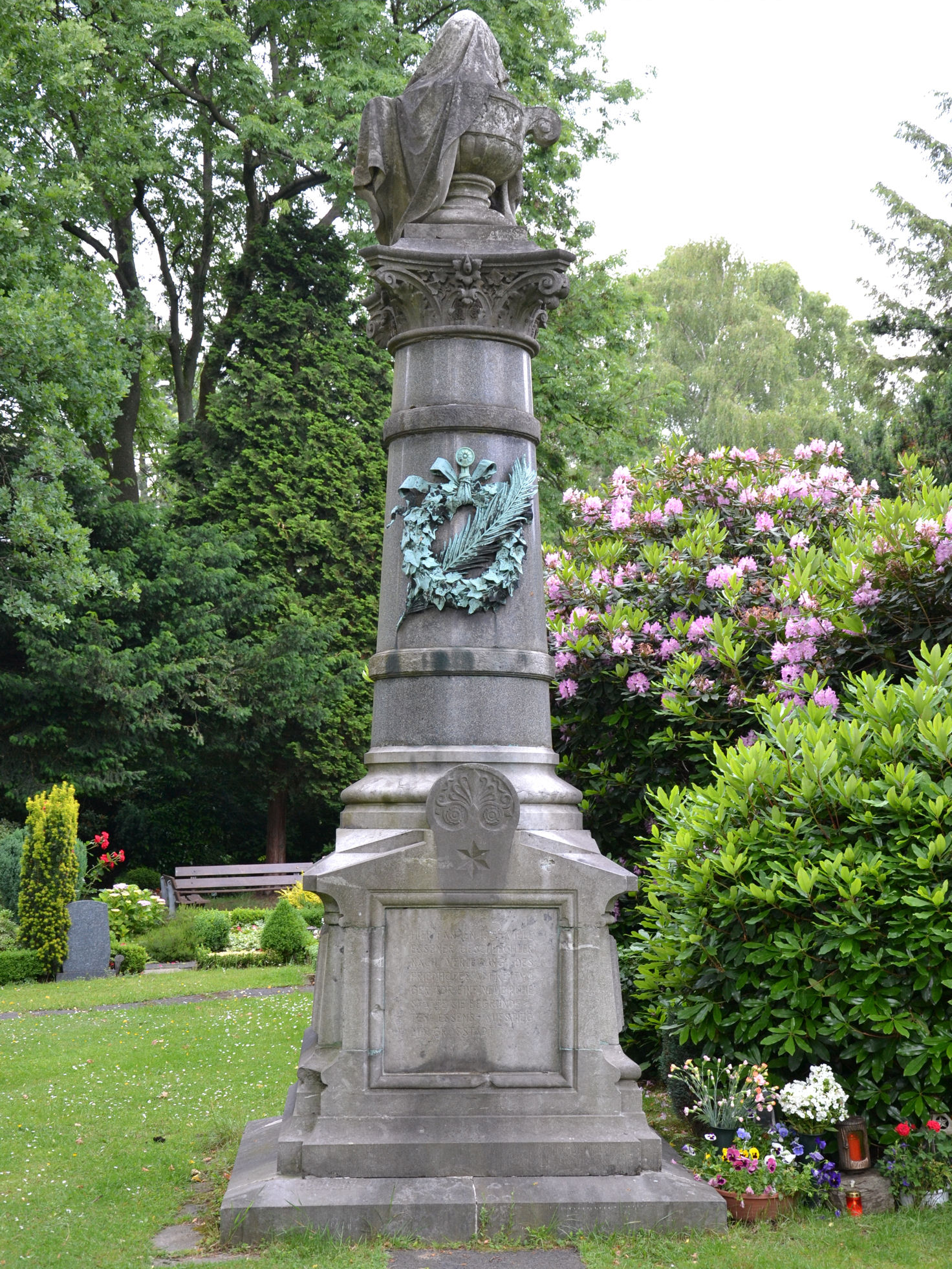
Gedenksäule, urspr. ein Grabmal der Familie Waldthausen, auf dem Ostfriedhof Essen – Inschrift: Hier fanden 1955 viele Essener Geschlechter nach Verlegung des Friedhofes am Kettwiger Tor eine neue Ruhestätte. Sie begründeten Essens Aufstieg zur Großstadt

In den Jahren 1812 bis 1815 wurde die Rellinghauser Straße verbreitert, ebenso die Bürgersteige an der Ecke der damaligen Frau-Bertha-Krupp-Straße. Damit waren die Einfriedungen mit Mauern und Toren zur zuvor hier befindlichen öffentlichen Erholungsanlage nicht mehr vorhanden. Alte Bäume blieben jedoch stehen. Die Aufträge für die erforderlichen Arbeiten zur Anlage des Friedhofs am Kettwiger Tor im Wert von rund 690 Talern wurden am 13. Februar 1827 vergeben. Er war damit der erste kommunale Friedhof der Stadt Essen außerhalb ihrer Stadtmauer. Im Vergleich zur heutigen Bebauung lag der Friedhof etwa an der Freiheit (östlich vom Europaplatz) südlich vor dem Hauptbahnhof.

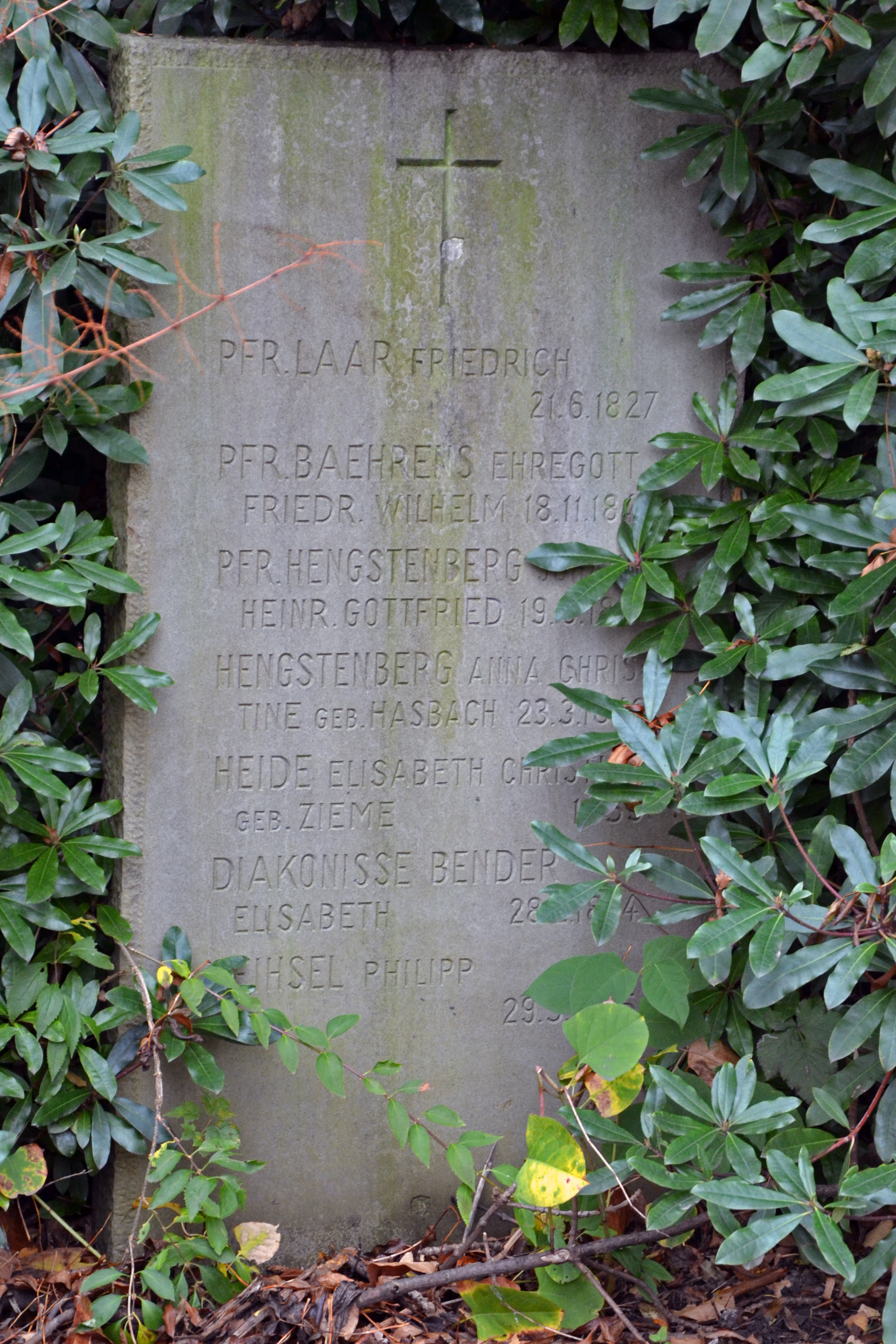
Gedenkstein auf dem Ostfriedhof an die beigesetzte Geistlichkeit vor dem Kettwiger Tor

Der katholische Friedhof auf dem nördlichen Teil des heutigen Burgplatzes wurde 1827 aufgelassen. Einige Gräber wurden in den Folgejahren auf den Friedhof am Kettwiger Tor verlegt. Ebenso wurde mit dem alten Evangelischen Friedhof an der Weberstraße verfahren, denn beide waren inzwischen voll belegt. Folglich wurden am Kettwiger Tor beide Konfessionen bestattet. Die katholische Einweihung erfolgte am 29. Januar 1928. Evangelische Beisetzungen begannen bereits etwas zuvor. 1928 muss der Friedhof am Burgplatz bereits so verwahrlost gewesen sein, dass öffentlich gegen Schuttabladen, das Bleichen, Reiten und Fahren eingeschritten werden musste. Bürgermeister Bertram Pfeiffer trat am 28. Juli 1834 an den Kirchenvorstand heran, um dem Platz durch Planieren und das Anpflanzen von Bäumen, Sträuchern und Blumen eine schöne Gestaltung zu geben. Wenig später muss der alte Friedhof daher planiert worden sein. Entlang der Außenmauern und der mittleren Querachse des außerhalb der Stadtmauer gelegenen Friedhofes am Kettwiger Tor befanden sich Familiengruften mit Erbbegräbnissen des alteingesessenen, teils bedeutenden Essener Bürgertums. Im Jahre 1849 fand eine Friedhofserweiterung statt. Das Gelände dazu wurde vertraglich am 15. März 1849 durch die Stadt Essen von den Erben Ferdinand Wöltings erworben. Einen weiterer Vertrag durch den Bürgermeister Heinrich Arnold Huyssen stammt vom 25. Juni des Jahres.
Neben dem öffentlichen Eingangstor an der Kettwiger Chaussee, der heutigen Huyssenallee, lag rechts die katholische und links die evangelische Geistlichkeit. Dabei war der katholische Bereich mit Einzelgräbern und einem Gemeinschaftsgrab größer. Hier lagen die Priester Johann Joseph Scheins († 1851, St. Gertrud), Franz Fischer († 1892 St. Johann), Peter Beising, Arnold Reyners († 1908, Essener Münster), Friedrich Müllers († 1910, Gründer des kath. Gesellenvereins), Gustav Bornewasser († 1911, St. Joseph, St. Gertrud, St. Johann), Franz Hilt († 1916, St. Gertrud), Karl Laaf (St. Gertrud), Franz Fink († 1927, St. Johann). Nur aus Einzelgräbern bestand das Grabfeld der evangelischen Pfarrer. Dort wurde u. a. Pfarrer Friedrich Laar im Jahr 1827 beigesetzt; dies war die erste Bestattung auf dem neu angelegten Friedhof. Auf seinem Grabstein stand: „Ich bin einer der Ersten, werde aber nicht der Letzte sein.“ Ihm folgten die Pfarrer Hengstenberg und Bährens. Im Jahr 1914 wurden die Geistlichen beider Konfessionen vom Eingangsbereich an der Huyssenalle/Rellinghauser Straße weiter östlich in den neu angelegten Teil an der Frau-Bertha-Krupp-Straße nahe dem Kruppschen Friedhofsteil umgebettet.

### Familienfriedhof Krupp
Ab 1887, mit dem Tode des Industriellen Alfred Krupps, wurde der Kruppsche Privatfriedhof im Osten an den kommunalen Friedhof angegliedert. Dieser wurde parkähnlich angelegt und war durch eine Mauer und ein verschließbares Tor räumlich vom kommunalen Friedhof getrennt. Aus heutiger Sicht wird er in Teilen vom Parkhaus an der Südseite des Hauptbahnhofes überdeckt. 
Wegen Erweiterung des südlichen Bahnhofsvorplatzes der sich rasch vergrößernden Essener Innenstadt, begründet durch hohe Zuwanderung von Arbeitern für Bergbau und Stahlindustrie, musste der nördliche Teil des Friedhofes am Kettwiger Tor an der damaligen Hohenburgstraße bereits in den 1910er Jahren aufgegeben werden. Von hier aus musste die 1850 verstorbene Therese Krupp geb. Wilhelmi, die Witwe des Firmengründers Friedrich Krupp, an die Freiheit umgebettet werden.
Des Weiteren waren auf dem Privatfriedhof Alfred Krupp und seine Frau Bertha (geborene Eichhoff), deren Sohn Friedrich Alfred Krupp und seine Frau Margarethe sowie die Ur-Enkel Alfreds, Claus und Arnold von Bohlen und Halbach beigesetzt worden.

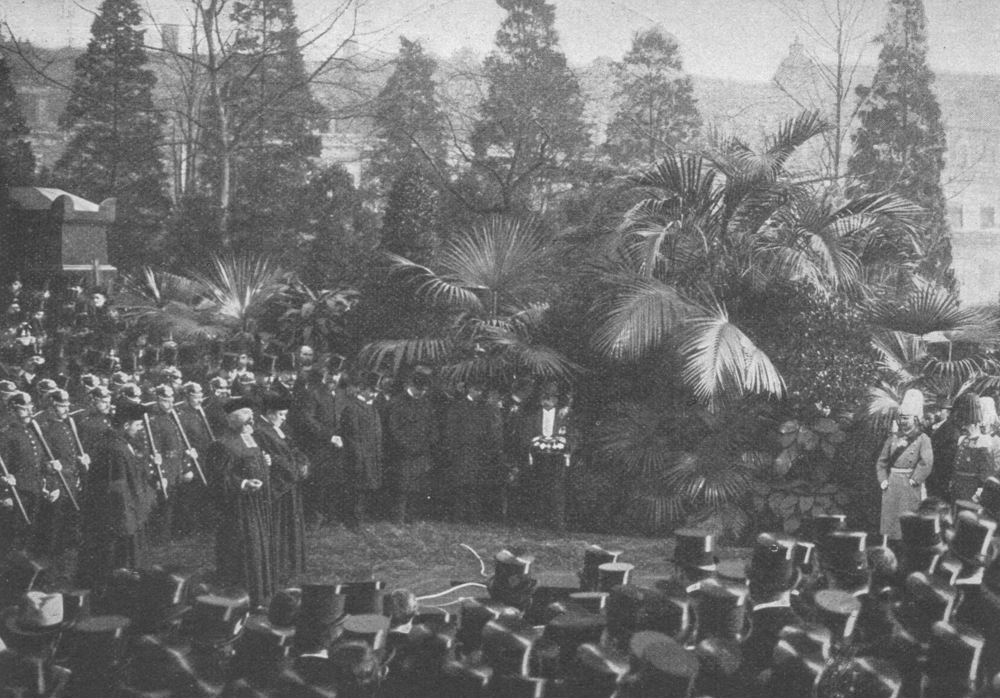
Beisetzung Friedrich Alfred Krupps am 26. November 1902; rechts Kaiser Wilhelm II.
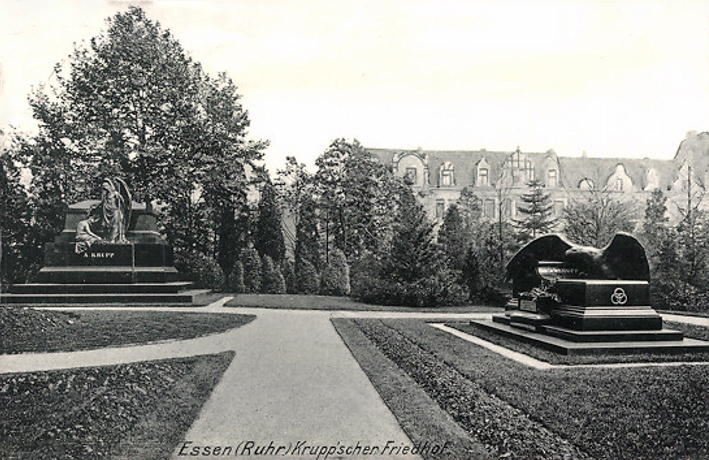
Familienfriedhof Krupp um 1906; links das Grabmal von Alfred Krupp, rechts das seines Sohnes Friedrich Alfred Krupp

### Schließung und Verlegung
1955 wurde der Friedhof schließlich wegen des beginnenden Neubaus des Ruhrschnellweg-Tunnels, der heutigen Bundesautobahn 40, komplett aufgegeben. Im November 1954 wurde mit der vielfachen Umbettung von Gräbern begonnen. 
Die gesamten Gräber der Familien Krupp und Waldthausen gelangten auf den Friedhof Bredeney, wobei die Gruften der Familie Krupp unter Anwesenheit von Direktoren des Krupp-Vorstandes geöffnet und die Arbeiten der Umbettungen genau dokumentiert wurden. 
Rund 150 Gräber weiterer Persönlichkeiten wurden auf den Ostfriedhof verlegt. Dazu wurden grundsätzlich alle Familien von der Stadt Essen angeschrieben und angefragt, ob und wie sie der Umbettung der Gräber zustimmten. Zudem musste die Stadt die Angehörigen nach Unterlagen fragen, denn die städtischen Unterlagen gingen alle im Zweiten Weltkrieg verloren. Schließlich wurden alle Gräber umgesetzt, auch einige gesammelt an einem bestimmten Bereich der Grabfelder 5 und 6 auf dem Ostfriedhof.

#### Umgebettete Persönlichkeiten (Auswahl)
- Gottschalk Diedrich Baedeker – Gründer des G. D. Baedeker Verlags
- Alfred Baedeker – Verlagsbuchhändler, ab 1922 Alleininhaber des G. D. Baedeker Verlags
- Julius Baedeker – Verleger, Buchhändler und Redakteur
- Peter Beising – katholischer Theologe und Ehrenbürger der Stadt Essen
- Richard Bömke – Kommerzienrat, Mitglied und Vorsitzender des Aufsichtsrats der Zeche Friedrich der Große und der Essener Credit-Anstalt sowie Essener Stadtverordneter
- Otto Budde – Angehöriger des Krupp-Direktoriums, Leiter des Kanonenressorts
- Franz Wilhelm Christian Flashof – Hofapotheker, Königlich Preußischer Kommissionsrat, † 1837[8]
- Carl Funke – Industrieller, Geheimer Kommerzienrat, in gemeinsamer Familiengruft mit dem Bauunternehmer und Stadtverordneten Johann Wilhelm Schürenberg
- Friedrich Funke – Industrieller, Kommerzienrat
- Fritz Funke – Bauunternehmer, Industrieller und Stadtverordneter
- Friedrich Grillo – Großindustrieller
- Gustav Hache – Oberbürgermeister der Stadt Essen
- Wilhelmine von Halferns – Älteste, starb 1869 im Alter von 103 Jahren[9]
- Heinrich Heintzmann – Geheimer Bergrat, Stadtrat und Direktor der Gesellschaft Verein
- Ewald Hilger – Bergwerksdirektor und Geheimer Bergrat
- Familie Ernst Honigmann, Enkel des Markscheiders und Bergamtsdirektors Johann Ehrenfried Honigmann, der 1803/1804 den Honigmann´schen Stadtplan, die erste topographische Karte der damaligen Stadt Essen entwarf
- Johann Heinrich Horstmann – Bürgermeister der Stadt Essen
- Heinrich Arnold Huyssen – Industrieller und Bürgermeister der Stadt Essen
- Adolf Knaudt und Carl Julius Schulz – die beiden Gründer des Unternehmens Schulz-Knaudt
- Otto Knaudt – Ingenieur, Unternehmer und Stadtverordneter
- Johann Conrad Kopstadt – Dritter Essener Bürgermeister aus der Familie Kopstadt
- Edmund Lührmann – Essener Mäzen
- Albert Müller – Bankier, Stadtverordneter und Geheimer Kommerzienrat
- Wilhelm Nedelmann – Kaufmann, Stadtrat, Musiker und Komponist, Gründer des Essener Musikvereins, des heutigen Philharmonischen Chors Essen
- Felix Rauter – Unternehmer, Stadtverordneter, Kommerzienrat
- Konrad Ribbeck – einer der ersten Essener Stadthistoriker, Stadtarchivar
- Johann Wilhelm Schürenberg, Bauunternehmer, Industrieller, Stadtverordneter
- Heinrich Carl Sölling – Essener Mäzen und Ehrenbürger der Stadt Essen
- Theodor Wilhelm Varnhorst – Bürgermeister von 1804 bis 1808
- Ernst von Waldthausen – Unternehmer, Handelskammerpräsident, Stadtverordneter, Kommerzienrat
- Erich Zweigert – Oberbürgermeister der Stadt Essen